# Боль, Пирс Георгиевич
Пирс Георгиевич Боль (Пирс Пауль Феликс Боль; латыш. Pīrss Bols; нем. Piers Paul Felix Bohl; 23 октября 1865, Валка — 25 декабря 1921, Рига) — русский и латвийский математик и шахматист. Один из основоположников качественных методов математического анализа.

## Биография
Происходил из купеческой семьи. Окончил немецкую школу в Вильянди.

### Научная деятельность
С 1884 года он учился в Дерптском университете (в том числе у А. Линдштедта), где в 1886 году получил золотую медаль за сочинение „Theorie und Anwendung der Invarianten linearer Differentialgleichungen“, а 1887 году — степень кандидата. После этого он работал учителем.
В 1893 году получил в Дерптском университете степень магистра, защитив диссертацию „Über die Darstellung von Funktionen einer Variabeln durch trigonometrische Reihen mit mehreren einer Variabeln proportionalen Argumenten“. С 1895 года начал преподавать в Рижском политехническом институте на русском языке. В 1900 году он защитил в Дерпте докторскую диссертацию „Über einige in der Mechanik anwendbare Differentialgleichungen allgemeinen Charakters“ и получил звание профессора математики. Во время Первой мировой войны вместе с политехническим институтом уехал в Москву (затем в Иваново-Вознесенск), где продолжал преподавать. В 1919 году вернулся в Ригу, где преподавал в Высшей школе Латвии.
Ему принадлежит приоритет в открытии теоремы о неподвижной точке: в своей работе 1904 года („Über die Bewegung eines mechanischen Systems in die Nähe einer Gleichgewichtslage“) он сформулировал и доказал теорему эквивалентную теореме о неподвижной точке и описал применении этой теоремы к теории дифференциальных уравнений. Однако его результат не был замечен в то время, и в 1909 году Л. Брауэр вновь открыл эту теорему. Боль также доказал теорему о разложимости квазипериодических функций в ряд Фурье и теорему о квазипериодической функции.
АН Латвии учредила премию в области математики имени Пирса Боля.

### Шахматы
Состоял в Рижском шахматном обществе. В 1893 г. проиграл матч И. М. Зейботу (+0-4=3). В том же году сыграл вничью мини-матч по переписке с К. К. Бетиньшем. В составе клуба в период с 1896 по 1913 гг. участвовал в матчах по телеграфу с командами разных городов (2 партии в каждом матче). Все матчи закончились победой рижской команды (из 12 партий 9 были выиграны, 3 завершены вничью; постоянными участниками команды были К. К. Бетиньш, Р. К. Бетиньш, П. Керковиус, А. Лют и О. Гакен; Боль участвовал в 4 из 6 матчей). В матче с командой Берлина (1906 г.) по предложению Боля впервые был применен изобретенный им вариант испанской партии (см. ниже), а в другой партии, где сборная Риги играла белыми, именно Боль в сложной позиции нашел неочевидный путь к победе (команда изначально запланировала другое продолжение, которое, как установил Боль, имело опровержение и могло привести к поражению). Особенно выдающимся достижением рижской сборной была победа во втором матче с командой Москвы (1909—1911 гг.), за которую выступали А. А. Алехин, О. С. Бернштейн и А. Ф. Гончаров.
В 1896 г. участвовал в сеансе одновременной игры В. Стейница. Был одним из трех шахматистов, добившихся ничьей. Также вместе с Купфером и Эллинсоном сыграл консультационную партию против Стейница.
Участвовал в ряде турниров Рижского шахматного клуба (обычно занимал 2-е место за К. К. Бетиньшем). В 1910 г. выиграл клубный турнир по быстрым шахматам.
В 1913 г. был единственным, кому в сеансе одновременной игры удалось выиграть партию у Х. Р. Капабланки.

#### Вклад в теорию дебютов
|   | a | b | c | d | e | f | g | h |   |
| - | --- | --- | --- | --- | --- | --- | --- | --- | - |
| 8 | a8 чёрная ладья · c8 чёрный слон · d8 чёрный ферзь · e8 чёрный король · f8 чёрный слон · h8 чёрная ладья · b7 чёрная пешка · c7 чёрная пешка · f7 чёрная пешка · g7 чёрная пешка · h7 чёрная пешка · a6 чёрная пешка · c6 чёрный конь · d5 чёрная пешка · a4 белый слон · d4 чёрная пешка · e4 чёрный конь · f3 белый конь · a2 белая пешка · b2 белая пешка · c2 белая пешка · f2 белая пешка · g2 белая пешка · h2 белая пешка · a1 белая ладья · b1 белый конь · c1 белый слон · d1 белый ферзь · e1 белая ладья · g1 белый король | a8 чёрная ладья · c8 чёрный слон · d8 чёрный ферзь · e8 чёрный король · f8 чёрный слон · h8 чёрная ладья · b7 чёрная пешка · c7 чёрная пешка · f7 чёрная пешка · g7 чёрная пешка · h7 чёрная пешка · a6 чёрная пешка · c6 чёрный конь · d5 чёрная пешка · a4 белый слон · d4 чёрная пешка · e4 чёрный конь · f3 белый конь · a2 белая пешка · b2 белая пешка · c2 белая пешка · f2 белая пешка · g2 белая пешка · h2 белая пешка · a1 белая ладья · b1 белый конь · c1 белый слон · d1 белый ферзь · e1 белая ладья · g1 белый король | a8 чёрная ладья · c8 чёрный слон · d8 чёрный ферзь · e8 чёрный король · f8 чёрный слон · h8 чёрная ладья · b7 чёрная пешка · c7 чёрная пешка · f7 чёрная пешка · g7 чёрная пешка · h7 чёрная пешка · a6 чёрная пешка · c6 чёрный конь · d5 чёрная пешка · a4 белый слон · d4 чёрная пешка · e4 чёрный конь · f3 белый конь · a2 белая пешка · b2 белая пешка · c2 белая пешка · f2 белая пешка · g2 белая пешка · h2 белая пешка · a1 белая ладья · b1 белый конь · c1 белый слон · d1 белый ферзь · e1 белая ладья · g1 белый король | a8 чёрная ладья · c8 чёрный слон · d8 чёрный ферзь · e8 чёрный король · f8 чёрный слон · h8 чёрная ладья · b7 чёрная пешка · c7 чёрная пешка · f7 чёрная пешка · g7 чёрная пешка · h7 чёрная пешка · a6 чёрная пешка · c6 чёрный конь · d5 чёрная пешка · a4 белый слон · d4 чёрная пешка · e4 чёрный конь · f3 белый конь · a2 белая пешка · b2 белая пешка · c2 белая пешка · f2 белая пешка · g2 белая пешка · h2 белая пешка · a1 белая ладья · b1 белый конь · c1 белый слон · d1 белый ферзь · e1 белая ладья · g1 белый король | a8 чёрная ладья · c8 чёрный слон · d8 чёрный ферзь · e8 чёрный король · f8 чёрный слон · h8 чёрная ладья · b7 чёрная пешка · c7 чёрная пешка · f7 чёрная пешка · g7 чёрная пешка · h7 чёрная пешка · a6 чёрная пешка · c6 чёрный конь · d5 чёрная пешка · a4 белый слон · d4 чёрная пешка · e4 чёрный конь · f3 белый конь · a2 белая пешка · b2 белая пешка · c2 белая пешка · f2 белая пешка · g2 белая пешка · h2 белая пешка · a1 белая ладья · b1 белый конь · c1 белый слон · d1 белый ферзь · e1 белая ладья · g1 белый король | a8 чёрная ладья · c8 чёрный слон · d8 чёрный ферзь · e8 чёрный король · f8 чёрный слон · h8 чёрная ладья · b7 чёрная пешка · c7 чёрная пешка · f7 чёрная пешка · g7 чёрная пешка · h7 чёрная пешка · a6 чёрная пешка · c6 чёрный конь · d5 чёрная пешка · a4 белый слон · d4 чёрная пешка · e4 чёрный конь · f3 белый конь · a2 белая пешка · b2 белая пешка · c2 белая пешка · f2 белая пешка · g2 белая пешка · h2 белая пешка · a1 белая ладья · b1 белый конь · c1 белый слон · d1 белый ферзь · e1 белая ладья · g1 белый король | a8 чёрная ладья · c8 чёрный слон · d8 чёрный ферзь · e8 чёрный король · f8 чёрный слон · h8 чёрная ладья · b7 чёрная пешка · c7 чёрная пешка · f7 чёрная пешка · g7 чёрная пешка · h7 чёрная пешка · a6 чёрная пешка · c6 чёрный конь · d5 чёрная пешка · a4 белый слон · d4 чёрная пешка · e4 чёрный конь · f3 белый конь · a2 белая пешка · b2 белая пешка · c2 белая пешка · f2 белая пешка · g2 белая пешка · h2 белая пешка · a1 белая ладья · b1 белый конь · c1 белый слон · d1 белый ферзь · e1 белая ладья · g1 белый король | a8 чёрная ладья · c8 чёрный слон · d8 чёрный ферзь · e8 чёрный король · f8 чёрный слон · h8 чёрная ладья · b7 чёрная пешка · c7 чёрная пешка · f7 чёрная пешка · g7 чёрная пешка · h7 чёрная пешка · a6 чёрная пешка · c6 чёрный конь · d5 чёрная пешка · a4 белый слон · d4 чёрная пешка · e4 чёрный конь · f3 белый конь · a2 белая пешка · b2 белая пешка · c2 белая пешка · f2 белая пешка · g2 белая пешка · h2 белая пешка · a1 белая ладья · b1 белый конь · c1 белый слон · d1 белый ферзь · e1 белая ладья · g1 белый король | 8 |
| 7 | a8 чёрная ладья · c8 чёрный слон · d8 чёрный ферзь · e8 чёрный король · f8 чёрный слон · h8 чёрная ладья · b7 чёрная пешка · c7 чёрная пешка · f7 чёрная пешка · g7 чёрная пешка · h7 чёрная пешка · a6 чёрная пешка · c6 чёрный конь · d5 чёрная пешка · a4 белый слон · d4 чёрная пешка · e4 чёрный конь · f3 белый конь · a2 белая пешка · b2 белая пешка · c2 белая пешка · f2 белая пешка · g2 белая пешка · h2 белая пешка · a1 белая ладья · b1 белый конь · c1 белый слон · d1 белый ферзь · e1 белая ладья · g1 белый король | a8 чёрная ладья · c8 чёрный слон · d8 чёрный ферзь · e8 чёрный король · f8 чёрный слон · h8 чёрная ладья · b7 чёрная пешка · c7 чёрная пешка · f7 чёрная пешка · g7 чёрная пешка · h7 чёрная пешка · a6 чёрная пешка · c6 чёрный конь · d5 чёрная пешка · a4 белый слон · d4 чёрная пешка · e4 чёрный конь · f3 белый конь · a2 белая пешка · b2 белая пешка · c2 белая пешка · f2 белая пешка · g2 белая пешка · h2 белая пешка · a1 белая ладья · b1 белый конь · c1 белый слон · d1 белый ферзь · e1 белая ладья · g1 белый король | a8 чёрная ладья · c8 чёрный слон · d8 чёрный ферзь · e8 чёрный король · f8 чёрный слон · h8 чёрная ладья · b7 чёрная пешка · c7 чёрная пешка · f7 чёрная пешка · g7 чёрная пешка · h7 чёрная пешка · a6 чёрная пешка · c6 чёрный конь · d5 чёрная пешка · a4 белый слон · d4 чёрная пешка · e4 чёрный конь · f3 белый конь · a2 белая пешка · b2 белая пешка · c2 белая пешка · f2 белая пешка · g2 белая пешка · h2 белая пешка · a1 белая ладья · b1 белый конь · c1 белый слон · d1 белый ферзь · e1 белая ладья · g1 белый король | a8 чёрная ладья · c8 чёрный слон · d8 чёрный ферзь · e8 чёрный король · f8 чёрный слон · h8 чёрная ладья · b7 чёрная пешка · c7 чёрная пешка · f7 чёрная пешка · g7 чёрная пешка · h7 чёрная пешка · a6 чёрная пешка · c6 чёрный конь · d5 чёрная пешка · a4 белый слон · d4 чёрная пешка · e4 чёрный конь · f3 белый конь · a2 белая пешка · b2 белая пешка · c2 белая пешка · f2 белая пешка · g2 белая пешка · h2 белая пешка · a1 белая ладья · b1 белый конь · c1 белый слон · d1 белый ферзь · e1 белая ладья · g1 белый король | a8 чёрная ладья · c8 чёрный слон · d8 чёрный ферзь · e8 чёрный король · f8 чёрный слон · h8 чёрная ладья · b7 чёрная пешка · c7 чёрная пешка · f7 чёрная пешка · g7 чёрная пешка · h7 чёрная пешка · a6 чёрная пешка · c6 чёрный конь · d5 чёрная пешка · a4 белый слон · d4 чёрная пешка · e4 чёрный конь · f3 белый конь · a2 белая пешка · b2 белая пешка · c2 белая пешка · f2 белая пешка · g2 белая пешка · h2 белая пешка · a1 белая ладья · b1 белый конь · c1 белый слон · d1 белый ферзь · e1 белая ладья · g1 белый король | a8 чёрная ладья · c8 чёрный слон · d8 чёрный ферзь · e8 чёрный король · f8 чёрный слон · h8 чёрная ладья · b7 чёрная пешка · c7 чёрная пешка · f7 чёрная пешка · g7 чёрная пешка · h7 чёрная пешка · a6 чёрная пешка · c6 чёрный конь · d5 чёрная пешка · a4 белый слон · d4 чёрная пешка · e4 чёрный конь · f3 белый конь · a2 белая пешка · b2 белая пешка · c2 белая пешка · f2 белая пешка · g2 белая пешка · h2 белая пешка · a1 белая ладья · b1 белый конь · c1 белый слон · d1 белый ферзь · e1 белая ладья · g1 белый король | a8 чёрная ладья · c8 чёрный слон · d8 чёрный ферзь · e8 чёрный король · f8 чёрный слон · h8 чёрная ладья · b7 чёрная пешка · c7 чёрная пешка · f7 чёрная пешка · g7 чёрная пешка · h7 чёрная пешка · a6 чёрная пешка · c6 чёрный конь · d5 чёрная пешка · a4 белый слон · d4 чёрная пешка · e4 чёрный конь · f3 белый конь · a2 белая пешка · b2 белая пешка · c2 белая пешка · f2 белая пешка · g2 белая пешка · h2 белая пешка · a1 белая ладья · b1 белый конь · c1 белый слон · d1 белый ферзь · e1 белая ладья · g1 белый король | a8 чёрная ладья · c8 чёрный слон · d8 чёрный ферзь · e8 чёрный король · f8 чёрный слон · h8 чёрная ладья · b7 чёрная пешка · c7 чёрная пешка · f7 чёрная пешка · g7 чёрная пешка · h7 чёрная пешка · a6 чёрная пешка · c6 чёрный конь · d5 чёрная пешка · a4 белый слон · d4 чёрная пешка · e4 чёрный конь · f3 белый конь · a2 белая пешка · b2 белая пешка · c2 белая пешка · f2 белая пешка · g2 белая пешка · h2 белая пешка · a1 белая ладья · b1 белый конь · c1 белый слон · d1 белый ферзь · e1 белая ладья · g1 белый король | 7 |
| 6 | a8 чёрная ладья · c8 чёрный слон · d8 чёрный ферзь · e8 чёрный король · f8 чёрный слон · h8 чёрная ладья · b7 чёрная пешка · c7 чёрная пешка · f7 чёрная пешка · g7 чёрная пешка · h7 чёрная пешка · a6 чёрная пешка · c6 чёрный конь · d5 чёрная пешка · a4 белый слон · d4 чёрная пешка · e4 чёрный конь · f3 белый конь · a2 белая пешка · b2 белая пешка · c2 белая пешка · f2 белая пешка · g2 белая пешка · h2 белая пешка · a1 белая ладья · b1 белый конь · c1 белый слон · d1 белый ферзь · e1 белая ладья · g1 белый король | a8 чёрная ладья · c8 чёрный слон · d8 чёрный ферзь · e8 чёрный король · f8 чёрный слон · h8 чёрная ладья · b7 чёрная пешка · c7 чёрная пешка · f7 чёрная пешка · g7 чёрная пешка · h7 чёрная пешка · a6 чёрная пешка · c6 чёрный конь · d5 чёрная пешка · a4 белый слон · d4 чёрная пешка · e4 чёрный конь · f3 белый конь · a2 белая пешка · b2 белая пешка · c2 белая пешка · f2 белая пешка · g2 белая пешка · h2 белая пешка · a1 белая ладья · b1 белый конь · c1 белый слон · d1 белый ферзь · e1 белая ладья · g1 белый король | a8 чёрная ладья · c8 чёрный слон · d8 чёрный ферзь · e8 чёрный король · f8 чёрный слон · h8 чёрная ладья · b7 чёрная пешка · c7 чёрная пешка · f7 чёрная пешка · g7 чёрная пешка · h7 чёрная пешка · a6 чёрная пешка · c6 чёрный конь · d5 чёрная пешка · a4 белый слон · d4 чёрная пешка · e4 чёрный конь · f3 белый конь · a2 белая пешка · b2 белая пешка · c2 белая пешка · f2 белая пешка · g2 белая пешка · h2 белая пешка · a1 белая ладья · b1 белый конь · c1 белый слон · d1 белый ферзь · e1 белая ладья · g1 белый король | a8 чёрная ладья · c8 чёрный слон · d8 чёрный ферзь · e8 чёрный король · f8 чёрный слон · h8 чёрная ладья · b7 чёрная пешка · c7 чёрная пешка · f7 чёрная пешка · g7 чёрная пешка · h7 чёрная пешка · a6 чёрная пешка · c6 чёрный конь · d5 чёрная пешка · a4 белый слон · d4 чёрная пешка · e4 чёрный конь · f3 белый конь · a2 белая пешка · b2 белая пешка · c2 белая пешка · f2 белая пешка · g2 белая пешка · h2 белая пешка · a1 белая ладья · b1 белый конь · c1 белый слон · d1 белый ферзь · e1 белая ладья · g1 белый король | a8 чёрная ладья · c8 чёрный слон · d8 чёрный ферзь · e8 чёрный король · f8 чёрный слон · h8 чёрная ладья · b7 чёрная пешка · c7 чёрная пешка · f7 чёрная пешка · g7 чёрная пешка · h7 чёрная пешка · a6 чёрная пешка · c6 чёрный конь · d5 чёрная пешка · a4 белый слон · d4 чёрная пешка · e4 чёрный конь · f3 белый конь · a2 белая пешка · b2 белая пешка · c2 белая пешка · f2 белая пешка · g2 белая пешка · h2 белая пешка · a1 белая ладья · b1 белый конь · c1 белый слон · d1 белый ферзь · e1 белая ладья · g1 белый король | a8 чёрная ладья · c8 чёрный слон · d8 чёрный ферзь · e8 чёрный король · f8 чёрный слон · h8 чёрная ладья · b7 чёрная пешка · c7 чёрная пешка · f7 чёрная пешка · g7 чёрная пешка · h7 чёрная пешка · a6 чёрная пешка · c6 чёрный конь · d5 чёрная пешка · a4 белый слон · d4 чёрная пешка · e4 чёрный конь · f3 белый конь · a2 белая пешка · b2 белая пешка · c2 белая пешка · f2 белая пешка · g2 белая пешка · h2 белая пешка · a1 белая ладья · b1 белый конь · c1 белый слон · d1 белый ферзь · e1 белая ладья · g1 белый король | a8 чёрная ладья · c8 чёрный слон · d8 чёрный ферзь · e8 чёрный король · f8 чёрный слон · h8 чёрная ладья · b7 чёрная пешка · c7 чёрная пешка · f7 чёрная пешка · g7 чёрная пешка · h7 чёрная пешка · a6 чёрная пешка · c6 чёрный конь · d5 чёрная пешка · a4 белый слон · d4 чёрная пешка · e4 чёрный конь · f3 белый конь · a2 белая пешка · b2 белая пешка · c2 белая пешка · f2 белая пешка · g2 белая пешка · h2 белая пешка · a1 белая ладья · b1 белый конь · c1 белый слон · d1 белый ферзь · e1 белая ладья · g1 белый король | a8 чёрная ладья · c8 чёрный слон · d8 чёрный ферзь · e8 чёрный король · f8 чёрный слон · h8 чёрная ладья · b7 чёрная пешка · c7 чёрная пешка · f7 чёрная пешка · g7 чёрная пешка · h7 чёрная пешка · a6 чёрная пешка · c6 чёрный конь · d5 чёрная пешка · a4 белый слон · d4 чёрная пешка · e4 чёрный конь · f3 белый конь · a2 белая пешка · b2 белая пешка · c2 белая пешка · f2 белая пешка · g2 белая пешка · h2 белая пешка · a1 белая ладья · b1 белый конь · c1 белый слон · d1 белый ферзь · e1 белая ладья · g1 белый король | 6 |
| 5 | a8 чёрная ладья · c8 чёрный слон · d8 чёрный ферзь · e8 чёрный король · f8 чёрный слон · h8 чёрная ладья · b7 чёрная пешка · c7 чёрная пешка · f7 чёрная пешка · g7 чёрная пешка · h7 чёрная пешка · a6 чёрная пешка · c6 чёрный конь · d5 чёрная пешка · a4 белый слон · d4 чёрная пешка · e4 чёрный конь · f3 белый конь · a2 белая пешка · b2 белая пешка · c2 белая пешка · f2 белая пешка · g2 белая пешка · h2 белая пешка · a1 белая ладья · b1 белый конь · c1 белый слон · d1 белый ферзь · e1 белая ладья · g1 белый король | a8 чёрная ладья · c8 чёрный слон · d8 чёрный ферзь · e8 чёрный король · f8 чёрный слон · h8 чёрная ладья · b7 чёрная пешка · c7 чёрная пешка · f7 чёрная пешка · g7 чёрная пешка · h7 чёрная пешка · a6 чёрная пешка · c6 чёрный конь · d5 чёрная пешка · a4 белый слон · d4 чёрная пешка · e4 чёрный конь · f3 белый конь · a2 белая пешка · b2 белая пешка · c2 белая пешка · f2 белая пешка · g2 белая пешка · h2 белая пешка · a1 белая ладья · b1 белый конь · c1 белый слон · d1 белый ферзь · e1 белая ладья · g1 белый король | a8 чёрная ладья · c8 чёрный слон · d8 чёрный ферзь · e8 чёрный король · f8 чёрный слон · h8 чёрная ладья · b7 чёрная пешка · c7 чёрная пешка · f7 чёрная пешка · g7 чёрная пешка · h7 чёрная пешка · a6 чёрная пешка · c6 чёрный конь · d5 чёрная пешка · a4 белый слон · d4 чёрная пешка · e4 чёрный конь · f3 белый конь · a2 белая пешка · b2 белая пешка · c2 белая пешка · f2 белая пешка · g2 белая пешка · h2 белая пешка · a1 белая ладья · b1 белый конь · c1 белый слон · d1 белый ферзь · e1 белая ладья · g1 белый король | a8 чёрная ладья · c8 чёрный слон · d8 чёрный ферзь · e8 чёрный король · f8 чёрный слон · h8 чёрная ладья · b7 чёрная пешка · c7 чёрная пешка · f7 чёрная пешка · g7 чёрная пешка · h7 чёрная пешка · a6 чёрная пешка · c6 чёрный конь · d5 чёрная пешка · a4 белый слон · d4 чёрная пешка · e4 чёрный конь · f3 белый конь · a2 белая пешка · b2 белая пешка · c2 белая пешка · f2 белая пешка · g2 белая пешка · h2 белая пешка · a1 белая ладья · b1 белый конь · c1 белый слон · d1 белый ферзь · e1 белая ладья · g1 белый король | a8 чёрная ладья · c8 чёрный слон · d8 чёрный ферзь · e8 чёрный король · f8 чёрный слон · h8 чёрная ладья · b7 чёрная пешка · c7 чёрная пешка · f7 чёрная пешка · g7 чёрная пешка · h7 чёрная пешка · a6 чёрная пешка · c6 чёрный конь · d5 чёрная пешка · a4 белый слон · d4 чёрная пешка · e4 чёрный конь · f3 белый конь · a2 белая пешка · b2 белая пешка · c2 белая пешка · f2 белая пешка · g2 белая пешка · h2 белая пешка · a1 белая ладья · b1 белый конь · c1 белый слон · d1 белый ферзь · e1 белая ладья · g1 белый король | a8 чёрная ладья · c8 чёрный слон · d8 чёрный ферзь · e8 чёрный король · f8 чёрный слон · h8 чёрная ладья · b7 чёрная пешка · c7 чёрная пешка · f7 чёрная пешка · g7 чёрная пешка · h7 чёрная пешка · a6 чёрная пешка · c6 чёрный конь · d5 чёрная пешка · a4 белый слон · d4 чёрная пешка · e4 чёрный конь · f3 белый конь · a2 белая пешка · b2 белая пешка · c2 белая пешка · f2 белая пешка · g2 белая пешка · h2 белая пешка · a1 белая ладья · b1 белый конь · c1 белый слон · d1 белый ферзь · e1 белая ладья · g1 белый король | a8 чёрная ладья · c8 чёрный слон · d8 чёрный ферзь · e8 чёрный король · f8 чёрный слон · h8 чёрная ладья · b7 чёрная пешка · c7 чёрная пешка · f7 чёрная пешка · g7 чёрная пешка · h7 чёрная пешка · a6 чёрная пешка · c6 чёрный конь · d5 чёрная пешка · a4 белый слон · d4 чёрная пешка · e4 чёрный конь · f3 белый конь · a2 белая пешка · b2 белая пешка · c2 белая пешка · f2 белая пешка · g2 белая пешка · h2 белая пешка · a1 белая ладья · b1 белый конь · c1 белый слон · d1 белый ферзь · e1 белая ладья · g1 белый король | a8 чёрная ладья · c8 чёрный слон · d8 чёрный ферзь · e8 чёрный король · f8 чёрный слон · h8 чёрная ладья · b7 чёрная пешка · c7 чёрная пешка · f7 чёрная пешка · g7 чёрная пешка · h7 чёрная пешка · a6 чёрная пешка · c6 чёрный конь · d5 чёрная пешка · a4 белый слон · d4 чёрная пешка · e4 чёрный конь · f3 белый конь · a2 белая пешка · b2 белая пешка · c2 белая пешка · f2 белая пешка · g2 белая пешка · h2 белая пешка · a1 белая ладья · b1 белый конь · c1 белый слон · d1 белый ферзь · e1 белая ладья · g1 белый король | 5 |
| 4 | a8 чёрная ладья · c8 чёрный слон · d8 чёрный ферзь · e8 чёрный король · f8 чёрный слон · h8 чёрная ладья · b7 чёрная пешка · c7 чёрная пешка · f7 чёрная пешка · g7 чёрная пешка · h7 чёрная пешка · a6 чёрная пешка · c6 чёрный конь · d5 чёрная пешка · a4 белый слон · d4 чёрная пешка · e4 чёрный конь · f3 белый конь · a2 белая пешка · b2 белая пешка · c2 белая пешка · f2 белая пешка · g2 белая пешка · h2 белая пешка · a1 белая ладья · b1 белый конь · c1 белый слон · d1 белый ферзь · e1 белая ладья · g1 белый король | a8 чёрная ладья · c8 чёрный слон · d8 чёрный ферзь · e8 чёрный король · f8 чёрный слон · h8 чёрная ладья · b7 чёрная пешка · c7 чёрная пешка · f7 чёрная пешка · g7 чёрная пешка · h7 чёрная пешка · a6 чёрная пешка · c6 чёрный конь · d5 чёрная пешка · a4 белый слон · d4 чёрная пешка · e4 чёрный конь · f3 белый конь · a2 белая пешка · b2 белая пешка · c2 белая пешка · f2 белая пешка · g2 белая пешка · h2 белая пешка · a1 белая ладья · b1 белый конь · c1 белый слон · d1 белый ферзь · e1 белая ладья · g1 белый король | a8 чёрная ладья · c8 чёрный слон · d8 чёрный ферзь · e8 чёрный король · f8 чёрный слон · h8 чёрная ладья · b7 чёрная пешка · c7 чёрная пешка · f7 чёрная пешка · g7 чёрная пешка · h7 чёрная пешка · a6 чёрная пешка · c6 чёрный конь · d5 чёрная пешка · a4 белый слон · d4 чёрная пешка · e4 чёрный конь · f3 белый конь · a2 белая пешка · b2 белая пешка · c2 белая пешка · f2 белая пешка · g2 белая пешка · h2 белая пешка · a1 белая ладья · b1 белый конь · c1 белый слон · d1 белый ферзь · e1 белая ладья · g1 белый король | a8 чёрная ладья · c8 чёрный слон · d8 чёрный ферзь · e8 чёрный король · f8 чёрный слон · h8 чёрная ладья · b7 чёрная пешка · c7 чёрная пешка · f7 чёрная пешка · g7 чёрная пешка · h7 чёрная пешка · a6 чёрная пешка · c6 чёрный конь · d5 чёрная пешка · a4 белый слон · d4 чёрная пешка · e4 чёрный конь · f3 белый конь · a2 белая пешка · b2 белая пешка · c2 белая пешка · f2 белая пешка · g2 белая пешка · h2 белая пешка · a1 белая ладья · b1 белый конь · c1 белый слон · d1 белый ферзь · e1 белая ладья · g1 белый король | a8 чёрная ладья · c8 чёрный слон · d8 чёрный ферзь · e8 чёрный король · f8 чёрный слон · h8 чёрная ладья · b7 чёрная пешка · c7 чёрная пешка · f7 чёрная пешка · g7 чёрная пешка · h7 чёрная пешка · a6 чёрная пешка · c6 чёрный конь · d5 чёрная пешка · a4 белый слон · d4 чёрная пешка · e4 чёрный конь · f3 белый конь · a2 белая пешка · b2 белая пешка · c2 белая пешка · f2 белая пешка · g2 белая пешка · h2 белая пешка · a1 белая ладья · b1 белый конь · c1 белый слон · d1 белый ферзь · e1 белая ладья · g1 белый король | a8 чёрная ладья · c8 чёрный слон · d8 чёрный ферзь · e8 чёрный король · f8 чёрный слон · h8 чёрная ладья · b7 чёрная пешка · c7 чёрная пешка · f7 чёрная пешка · g7 чёрная пешка · h7 чёрная пешка · a6 чёрная пешка · c6 чёрный конь · d5 чёрная пешка · a4 белый слон · d4 чёрная пешка · e4 чёрный конь · f3 белый конь · a2 белая пешка · b2 белая пешка · c2 белая пешка · f2 белая пешка · g2 белая пешка · h2 белая пешка · a1 белая ладья · b1 белый конь · c1 белый слон · d1 белый ферзь · e1 белая ладья · g1 белый король | a8 чёрная ладья · c8 чёрный слон · d8 чёрный ферзь · e8 чёрный король · f8 чёрный слон · h8 чёрная ладья · b7 чёрная пешка · c7 чёрная пешка · f7 чёрная пешка · g7 чёрная пешка · h7 чёрная пешка · a6 чёрная пешка · c6 чёрный конь · d5 чёрная пешка · a4 белый слон · d4 чёрная пешка · e4 чёрный конь · f3 белый конь · a2 белая пешка · b2 белая пешка · c2 белая пешка · f2 белая пешка · g2 белая пешка · h2 белая пешка · a1 белая ладья · b1 белый конь · c1 белый слон · d1 белый ферзь · e1 белая ладья · g1 белый король | a8 чёрная ладья · c8 чёрный слон · d8 чёрный ферзь · e8 чёрный король · f8 чёрный слон · h8 чёрная ладья · b7 чёрная пешка · c7 чёрная пешка · f7 чёрная пешка · g7 чёрная пешка · h7 чёрная пешка · a6 чёрная пешка · c6 чёрный конь · d5 чёрная пешка · a4 белый слон · d4 чёрная пешка · e4 чёрный конь · f3 белый конь · a2 белая пешка · b2 белая пешка · c2 белая пешка · f2 белая пешка · g2 белая пешка · h2 белая пешка · a1 белая ладья · b1 белый конь · c1 белый слон · d1 белый ферзь · e1 белая ладья · g1 белый король | 4 |
| 3 | a8 чёрная ладья · c8 чёрный слон · d8 чёрный ферзь · e8 чёрный король · f8 чёрный слон · h8 чёрная ладья · b7 чёрная пешка · c7 чёрная пешка · f7 чёрная пешка · g7 чёрная пешка · h7 чёрная пешка · a6 чёрная пешка · c6 чёрный конь · d5 чёрная пешка · a4 белый слон · d4 чёрная пешка · e4 чёрный конь · f3 белый конь · a2 белая пешка · b2 белая пешка · c2 белая пешка · f2 белая пешка · g2 белая пешка · h2 белая пешка · a1 белая ладья · b1 белый конь · c1 белый слон · d1 белый ферзь · e1 белая ладья · g1 белый король | a8 чёрная ладья · c8 чёрный слон · d8 чёрный ферзь · e8 чёрный король · f8 чёрный слон · h8 чёрная ладья · b7 чёрная пешка · c7 чёрная пешка · f7 чёрная пешка · g7 чёрная пешка · h7 чёрная пешка · a6 чёрная пешка · c6 чёрный конь · d5 чёрная пешка · a4 белый слон · d4 чёрная пешка · e4 чёрный конь · f3 белый конь · a2 белая пешка · b2 белая пешка · c2 белая пешка · f2 белая пешка · g2 белая пешка · h2 белая пешка · a1 белая ладья · b1 белый конь · c1 белый слон · d1 белый ферзь · e1 белая ладья · g1 белый король | a8 чёрная ладья · c8 чёрный слон · d8 чёрный ферзь · e8 чёрный король · f8 чёрный слон · h8 чёрная ладья · b7 чёрная пешка · c7 чёрная пешка · f7 чёрная пешка · g7 чёрная пешка · h7 чёрная пешка · a6 чёрная пешка · c6 чёрный конь · d5 чёрная пешка · a4 белый слон · d4 чёрная пешка · e4 чёрный конь · f3 белый конь · a2 белая пешка · b2 белая пешка · c2 белая пешка · f2 белая пешка · g2 белая пешка · h2 белая пешка · a1 белая ладья · b1 белый конь · c1 белый слон · d1 белый ферзь · e1 белая ладья · g1 белый король | a8 чёрная ладья · c8 чёрный слон · d8 чёрный ферзь · e8 чёрный король · f8 чёрный слон · h8 чёрная ладья · b7 чёрная пешка · c7 чёрная пешка · f7 чёрная пешка · g7 чёрная пешка · h7 чёрная пешка · a6 чёрная пешка · c6 чёрный конь · d5 чёрная пешка · a4 белый слон · d4 чёрная пешка · e4 чёрный конь · f3 белый конь · a2 белая пешка · b2 белая пешка · c2 белая пешка · f2 белая пешка · g2 белая пешка · h2 белая пешка · a1 белая ладья · b1 белый конь · c1 белый слон · d1 белый ферзь · e1 белая ладья · g1 белый король | a8 чёрная ладья · c8 чёрный слон · d8 чёрный ферзь · e8 чёрный король · f8 чёрный слон · h8 чёрная ладья · b7 чёрная пешка · c7 чёрная пешка · f7 чёрная пешка · g7 чёрная пешка · h7 чёрная пешка · a6 чёрная пешка · c6 чёрный конь · d5 чёрная пешка · a4 белый слон · d4 чёрная пешка · e4 чёрный конь · f3 белый конь · a2 белая пешка · b2 белая пешка · c2 белая пешка · f2 белая пешка · g2 белая пешка · h2 белая пешка · a1 белая ладья · b1 белый конь · c1 белый слон · d1 белый ферзь · e1 белая ладья · g1 белый король | a8 чёрная ладья · c8 чёрный слон · d8 чёрный ферзь · e8 чёрный король · f8 чёрный слон · h8 чёрная ладья · b7 чёрная пешка · c7 чёрная пешка · f7 чёрная пешка · g7 чёрная пешка · h7 чёрная пешка · a6 чёрная пешка · c6 чёрный конь · d5 чёрная пешка · a4 белый слон · d4 чёрная пешка · e4 чёрный конь · f3 белый конь · a2 белая пешка · b2 белая пешка · c2 белая пешка · f2 белая пешка · g2 белая пешка · h2 белая пешка · a1 белая ладья · b1 белый конь · c1 белый слон · d1 белый ферзь · e1 белая ладья · g1 белый король | a8 чёрная ладья · c8 чёрный слон · d8 чёрный ферзь · e8 чёрный король · f8 чёрный слон · h8 чёрная ладья · b7 чёрная пешка · c7 чёрная пешка · f7 чёрная пешка · g7 чёрная пешка · h7 чёрная пешка · a6 чёрная пешка · c6 чёрный конь · d5 чёрная пешка · a4 белый слон · d4 чёрная пешка · e4 чёрный конь · f3 белый конь · a2 белая пешка · b2 белая пешка · c2 белая пешка · f2 белая пешка · g2 белая пешка · h2 белая пешка · a1 белая ладья · b1 белый конь · c1 белый слон · d1 белый ферзь · e1 белая ладья · g1 белый король | a8 чёрная ладья · c8 чёрный слон · d8 чёрный ферзь · e8 чёрный король · f8 чёрный слон · h8 чёрная ладья · b7 чёрная пешка · c7 чёрная пешка · f7 чёрная пешка · g7 чёрная пешка · h7 чёрная пешка · a6 чёрная пешка · c6 чёрный конь · d5 чёрная пешка · a4 белый слон · d4 чёрная пешка · e4 чёрный конь · f3 белый конь · a2 белая пешка · b2 белая пешка · c2 белая пешка · f2 белая пешка · g2 белая пешка · h2 белая пешка · a1 белая ладья · b1 белый конь · c1 белый слон · d1 белый ферзь · e1 белая ладья · g1 белый король | 3 |
| 2 | a8 чёрная ладья · c8 чёрный слон · d8 чёрный ферзь · e8 чёрный король · f8 чёрный слон · h8 чёрная ладья · b7 чёрная пешка · c7 чёрная пешка · f7 чёрная пешка · g7 чёрная пешка · h7 чёрная пешка · a6 чёрная пешка · c6 чёрный конь · d5 чёрная пешка · a4 белый слон · d4 чёрная пешка · e4 чёрный конь · f3 белый конь · a2 белая пешка · b2 белая пешка · c2 белая пешка · f2 белая пешка · g2 белая пешка · h2 белая пешка · a1 белая ладья · b1 белый конь · c1 белый слон · d1 белый ферзь · e1 белая ладья · g1 белый король | a8 чёрная ладья · c8 чёрный слон · d8 чёрный ферзь · e8 чёрный король · f8 чёрный слон · h8 чёрная ладья · b7 чёрная пешка · c7 чёрная пешка · f7 чёрная пешка · g7 чёрная пешка · h7 чёрная пешка · a6 чёрная пешка · c6 чёрный конь · d5 чёрная пешка · a4 белый слон · d4 чёрная пешка · e4 чёрный конь · f3 белый конь · a2 белая пешка · b2 белая пешка · c2 белая пешка · f2 белая пешка · g2 белая пешка · h2 белая пешка · a1 белая ладья · b1 белый конь · c1 белый слон · d1 белый ферзь · e1 белая ладья · g1 белый король | a8 чёрная ладья · c8 чёрный слон · d8 чёрный ферзь · e8 чёрный король · f8 чёрный слон · h8 чёрная ладья · b7 чёрная пешка · c7 чёрная пешка · f7 чёрная пешка · g7 чёрная пешка · h7 чёрная пешка · a6 чёрная пешка · c6 чёрный конь · d5 чёрная пешка · a4 белый слон · d4 чёрная пешка · e4 чёрный конь · f3 белый конь · a2 белая пешка · b2 белая пешка · c2 белая пешка · f2 белая пешка · g2 белая пешка · h2 белая пешка · a1 белая ладья · b1 белый конь · c1 белый слон · d1 белый ферзь · e1 белая ладья · g1 белый король | a8 чёрная ладья · c8 чёрный слон · d8 чёрный ферзь · e8 чёрный король · f8 чёрный слон · h8 чёрная ладья · b7 чёрная пешка · c7 чёрная пешка · f7 чёрная пешка · g7 чёрная пешка · h7 чёрная пешка · a6 чёрная пешка · c6 чёрный конь · d5 чёрная пешка · a4 белый слон · d4 чёрная пешка · e4 чёрный конь · f3 белый конь · a2 белая пешка · b2 белая пешка · c2 белая пешка · f2 белая пешка · g2 белая пешка · h2 белая пешка · a1 белая ладья · b1 белый конь · c1 белый слон · d1 белый ферзь · e1 белая ладья · g1 белый король | a8 чёрная ладья · c8 чёрный слон · d8 чёрный ферзь · e8 чёрный король · f8 чёрный слон · h8 чёрная ладья · b7 чёрная пешка · c7 чёрная пешка · f7 чёрная пешка · g7 чёрная пешка · h7 чёрная пешка · a6 чёрная пешка · c6 чёрный конь · d5 чёрная пешка · a4 белый слон · d4 чёрная пешка · e4 чёрный конь · f3 белый конь · a2 белая пешка · b2 белая пешка · c2 белая пешка · f2 белая пешка · g2 белая пешка · h2 белая пешка · a1 белая ладья · b1 белый конь · c1 белый слон · d1 белый ферзь · e1 белая ладья · g1 белый король | a8 чёрная ладья · c8 чёрный слон · d8 чёрный ферзь · e8 чёрный король · f8 чёрный слон · h8 чёрная ладья · b7 чёрная пешка · c7 чёрная пешка · f7 чёрная пешка · g7 чёрная пешка · h7 чёрная пешка · a6 чёрная пешка · c6 чёрный конь · d5 чёрная пешка · a4 белый слон · d4 чёрная пешка · e4 чёрный конь · f3 белый конь · a2 белая пешка · b2 белая пешка · c2 белая пешка · f2 белая пешка · g2 белая пешка · h2 белая пешка · a1 белая ладья · b1 белый конь · c1 белый слон · d1 белый ферзь · e1 белая ладья · g1 белый король | a8 чёрная ладья · c8 чёрный слон · d8 чёрный ферзь · e8 чёрный король · f8 чёрный слон · h8 чёрная ладья · b7 чёрная пешка · c7 чёрная пешка · f7 чёрная пешка · g7 чёрная пешка · h7 чёрная пешка · a6 чёрная пешка · c6 чёрный конь · d5 чёрная пешка · a4 белый слон · d4 чёрная пешка · e4 чёрный конь · f3 белый конь · a2 белая пешка · b2 белая пешка · c2 белая пешка · f2 белая пешка · g2 белая пешка · h2 белая пешка · a1 белая ладья · b1 белый конь · c1 белый слон · d1 белый ферзь · e1 белая ладья · g1 белый король | a8 чёрная ладья · c8 чёрный слон · d8 чёрный ферзь · e8 чёрный король · f8 чёрный слон · h8 чёрная ладья · b7 чёрная пешка · c7 чёрная пешка · f7 чёрная пешка · g7 чёрная пешка · h7 чёрная пешка · a6 чёрная пешка · c6 чёрный конь · d5 чёрная пешка · a4 белый слон · d4 чёрная пешка · e4 чёрный конь · f3 белый конь · a2 белая пешка · b2 белая пешка · c2 белая пешка · f2 белая пешка · g2 белая пешка · h2 белая пешка · a1 белая ладья · b1 белый конь · c1 белый слон · d1 белый ферзь · e1 белая ладья · g1 белый король | 2 |
| 1 | a8 чёрная ладья · c8 чёрный слон · d8 чёрный ферзь · e8 чёрный король · f8 чёрный слон · h8 чёрная ладья · b7 чёрная пешка · c7 чёрная пешка · f7 чёрная пешка · g7 чёрная пешка · h7 чёрная пешка · a6 чёрная пешка · c6 чёрный конь · d5 чёрная пешка · a4 белый слон · d4 чёрная пешка · e4 чёрный конь · f3 белый конь · a2 белая пешка · b2 белая пешка · c2 белая пешка · f2 белая пешка · g2 белая пешка · h2 белая пешка · a1 белая ладья · b1 белый конь · c1 белый слон · d1 белый ферзь · e1 белая ладья · g1 белый король | a8 чёрная ладья · c8 чёрный слон · d8 чёрный ферзь · e8 чёрный король · f8 чёрный слон · h8 чёрная ладья · b7 чёрная пешка · c7 чёрная пешка · f7 чёрная пешка · g7 чёрная пешка · h7 чёрная пешка · a6 чёрная пешка · c6 чёрный конь · d5 чёрная пешка · a4 белый слон · d4 чёрная пешка · e4 чёрный конь · f3 белый конь · a2 белая пешка · b2 белая пешка · c2 белая пешка · f2 белая пешка · g2 белая пешка · h2 белая пешка · a1 белая ладья · b1 белый конь · c1 белый слон · d1 белый ферзь · e1 белая ладья · g1 белый король | a8 чёрная ладья · c8 чёрный слон · d8 чёрный ферзь · e8 чёрный король · f8 чёрный слон · h8 чёрная ладья · b7 чёрная пешка · c7 чёрная пешка · f7 чёрная пешка · g7 чёрная пешка · h7 чёрная пешка · a6 чёрная пешка · c6 чёрный конь · d5 чёрная пешка · a4 белый слон · d4 чёрная пешка · e4 чёрный конь · f3 белый конь · a2 белая пешка · b2 белая пешка · c2 белая пешка · f2 белая пешка · g2 белая пешка · h2 белая пешка · a1 белая ладья · b1 белый конь · c1 белый слон · d1 белый ферзь · e1 белая ладья · g1 белый король | a8 чёрная ладья · c8 чёрный слон · d8 чёрный ферзь · e8 чёрный король · f8 чёрный слон · h8 чёрная ладья · b7 чёрная пешка · c7 чёрная пешка · f7 чёрная пешка · g7 чёрная пешка · h7 чёрная пешка · a6 чёрная пешка · c6 чёрный конь · d5 чёрная пешка · a4 белый слон · d4 чёрная пешка · e4 чёрный конь · f3 белый конь · a2 белая пешка · b2 белая пешка · c2 белая пешка · f2 белая пешка · g2 белая пешка · h2 белая пешка · a1 белая ладья · b1 белый конь · c1 белый слон · d1 белый ферзь · e1 белая ладья · g1 белый король | a8 чёрная ладья · c8 чёрный слон · d8 чёрный ферзь · e8 чёрный король · f8 чёрный слон · h8 чёрная ладья · b7 чёрная пешка · c7 чёрная пешка · f7 чёрная пешка · g7 чёрная пешка · h7 чёрная пешка · a6 чёрная пешка · c6 чёрный конь · d5 чёрная пешка · a4 белый слон · d4 чёрная пешка · e4 чёрный конь · f3 белый конь · a2 белая пешка · b2 белая пешка · c2 белая пешка · f2 белая пешка · g2 белая пешка · h2 белая пешка · a1 белая ладья · b1 белый конь · c1 белый слон · d1 белый ферзь · e1 белая ладья · g1 белый король | a8 чёрная ладья · c8 чёрный слон · d8 чёрный ферзь · e8 чёрный король · f8 чёрный слон · h8 чёрная ладья · b7 чёрная пешка · c7 чёрная пешка · f7 чёрная пешка · g7 чёрная пешка · h7 чёрная пешка · a6 чёрная пешка · c6 чёрный конь · d5 чёрная пешка · a4 белый слон · d4 чёрная пешка · e4 чёрный конь · f3 белый конь · a2 белая пешка · b2 белая пешка · c2 белая пешка · f2 белая пешка · g2 белая пешка · h2 белая пешка · a1 белая ладья · b1 белый конь · c1 белый слон · d1 белый ферзь · e1 белая ладья · g1 белый король | a8 чёрная ладья · c8 чёрный слон · d8 чёрный ферзь · e8 чёрный король · f8 чёрный слон · h8 чёрная ладья · b7 чёрная пешка · c7 чёрная пешка · f7 чёрная пешка · g7 чёрная пешка · h7 чёрная пешка · a6 чёрная пешка · c6 чёрный конь · d5 чёрная пешка · a4 белый слон · d4 чёрная пешка · e4 чёрный конь · f3 белый конь · a2 белая пешка · b2 белая пешка · c2 белая пешка · f2 белая пешка · g2 белая пешка · h2 белая пешка · a1 белая ладья · b1 белый конь · c1 белый слон · d1 белый ферзь · e1 белая ладья · g1 белый король | a8 чёрная ладья · c8 чёрный слон · d8 чёрный ферзь · e8 чёрный король · f8 чёрный слон · h8 чёрная ладья · b7 чёрная пешка · c7 чёрная пешка · f7 чёрная пешка · g7 чёрная пешка · h7 чёрная пешка · a6 чёрная пешка · c6 чёрный конь · d5 чёрная пешка · a4 белый слон · d4 чёрная пешка · e4 чёрный конь · f3 белый конь · a2 белая пешка · b2 белая пешка · c2 белая пешка · f2 белая пешка · g2 белая пешка · h2 белая пешка · a1 белая ладья · b1 белый конь · c1 белый слон · d1 белый ферзь · e1 белая ладья · g1 белый король | 1 |
|   | a | b | c | d | e | f | g | h |   |

Боль является автором так называемого рижского варианта испанской партии. Данный вариант возникает при отклонении черных от основного продолжения в открытой системе: 1. e4 e5 2. Кf3 Кc6 3. Сb5 a6 4. Сa4 Кf6 5. 0—0 К:e4 6. d4 ed (вместо обычного 6... b5 7. Сb3 d5) 7. Лe1 d5. Позже данное продолжение было признано опасным для черных на основании вариантов 8. К:d4 Сd6 9. К:с6 С:h2+ 10. Крh1 Фh4 11. Л:e4+! de 12. Фd8+ Ф:d8 13. К:d8 Кр:d8 14. Кр:h2 Сe6 15. Сe3 f5 16. Кc3 Крe7 17. g4! g6 18. Крg3 (Капабланка — Эд. Ласкер, Нью-Йорк, 1915 г.) и 8. c4! dc3 9. К:c3! Сe6 10. Кd4 Фd7 11. К:c6 К:c3 12. bc bc 13. c4! (Янечек — Шафлер, 1961 г.).
Также Болю принадлежит попытка усиления игры белых в гамбите Лолли (одной из систем принятого королевского гамбита). После 1. e4 e5 2. f4 ef 3. Кf3 g5 4. Сc4 g4 5. С:f7+ Кр:f7 6. Кe5+ Крe8 7. Ф:g4 Кf6 8. Ф:f4 Сd6 9. 0—0 Лf8 10. d4 Кc6 он предложил ход 11. Фh6 с примерным продолжением 11... К:c5 12. de С:e5 13. Cg5 С:b2 14. e5 с хорошими шансами у белых. Продолжение Боля не прошло практической проверки, поскольку позже было найдено четкое опровержение гамбита Лолли. Вместо 8... Сd6? черные должны играть 8... d6!, что позволяет отбить атаку белых, сохранив материальный перевес: 9. 0—0 (идея Дж. Полерио) de 10. Ф:e5+ Крf7 11. Фh5+ Крg8 или 9. Кf3 Лg8! 10. 0—0 Лg4 11. Фe3 Л:e4.

#### Примечательная партия
Визитной карточкой Боля стала партия, сыгранная им в юбилейном турнире Рижского шахматного общества (январь 1901 г.). Партия была высоко оценена Эм. Ласкером и прокомментирована им в шахматном отделе газеты «Manchester Evening News». Также партия получила положительный отзыв И. Гунсберга. За эту победу Боль получил премию имени пастора Хугенберга (партия была признана лучшей из сыгранных в Риге в 1901 г.).
Элерт — Боль
Рига, 1901 г.
1. e4 e5 2. Кf3 Кc6 3. Сb5 a6 4. Сa4 Кf6 5. d4 ed 6. 0—0 Сe7 7. e5 Кe4 8. К:d4 Кc5 9. Кf5 h5 10. К:g7+ Крf8 11. К:h5 К:e5 12. Кc3 d6 13. h3 К:a4 14. К:a4 С:h3 15. Кf4 Сg4 16. f3 Сd7 17. Кc3 Сh4 18. Кe4 Сb5 19. Кe2 d5 20. К4c3 Фd6 21. К:b5 a:b5 22. Сf4 Лa4 23. Сe3 Кg4 24. fg Фh2+ 25. Кр:h2 Сf2+.
Белые сдались.